# Mihail Mihajlovič Badjuk
Mihael Mihajlovič Badjuk, sovjetski letalski častnik, vojaški pilot in letalski as, * 3. januar 1920 , † 25. marec 1993. 
Badjuk je v svoji vojaški karieri dosegel 7 samostojnih zračnih zmag.

## Življenjepis
Med drugo svetovno vojno je bil pripadnik 2. gardnega jurišnega lovskega polka, 4. minsko-torpednega lovskega polka in 9. minsko-torpednega lovskega polka.

## Odlikovanja
- heroj Sovjetske zveze